# Aeroporto di Ciudad Real
L'aeroporto di Ciudad Real, ufficialmente Aeropuerto Central Ciudad Real, è situato 12 chilometri da Ciudad Real, in Spagna.
Nel 2011 per mancanza di passeggeri venne chiuso, per poi ripartire nel settembre 2019 con voli solo passeggeri.

## Trasporti e collegamenti
Lo scalo è adiacente all'autostrada A41 e a poca distanza dal casello autostradale 178. In futuro, i passeggeri dell'aeroporto potrebbero usufruire della linea ad alta velocità Madrid-Siviglia, che lo farebbe diventare il primo aeroporto spagnolo accessibile con il sistema AVE, a 50 minuti dal centro di Madrid e da Cordoba e a meno di 2 ore da Siviglia e Malaga.

## Critiche
Il budget per la costruzione dell'aerostazione è stato pari a 1,1 miliardi di euro. L'infrastruttura è inattiva dal 2011 per mancanza di traffico passeggeri e merci.

## Caratteristiche
L'aeroporto ha una sola pista lunga 4100 metri (13,123 piedi) e larga 60 (197 piedi) che serve il traffico nazionale ed internazionale (di linea e charter). Una parte dell'aeroporto è dedicata ai privati e avrà in futuro un'area di manutenzione, un eliporto ed una zona industriale di 8 chilometri quadrati. Il terminal passeggeri è progettato per poter servire un massimo di 10 milioni di passeggeri all'anno e le strutture adibite al cargo possono contenere un massimo di 47,000 tonnellate annuali.

## Curiosità
I conduttori del programma di auto britannico Top Gear (in onda sul canale BBC Two) durante una gita in Spagna (episodio 3 della stagione 20) hanno utilizzato la pista deserta per una gara di corsa tra le loro tre auto. Jeremy Clarkson aveva una McLaren MP4-12C Spider decappottabile, Richard Hammond una Ferrari 458 Spider decappottabile e infine James un'Audi R8 V10 Plus Coupé decappottabile.